# Cupșeni
Cupșeni est une commune roumaine du județ de Maramureș, dans la région historique de Transylvanie et dans la région de développement du Nord-Ouest.

## Géographie
Cupșeni se situe au sud-est du județ, dans les Monts Lăpuș (Muntii Lăpușului), à 20 km au nord de Târgu Lăpuș et à 70 km au sud-est de Baia Mare, la préfecture du județ.
La commune est composée des villages de Cupșeni (829 habitants en 2002), de Costeni (474 habitants en 2002), de Libotin (1 136 habitants en 2002) et d'Ungureni (1 339 habitants en 2002).

## Démographie
En 1910, la commune comptait 4 299 Roumains (96,6 % de la population) et 102 Allemands (2,3 %).
En 1930, les autorités recensaient 4 382 Roumains (92,7 %).
En 2002, la commune comptait 3 778 Roumains (85,3 %).
| 1880  | 1900  | 1910  | 1930  | 1956  | 1977  | 1992  | 2002  | 2007  |
| ----- | ----- | ----- | ----- | ----- | ----- | ----- | ----- | ----- |
| 3 735 | 4 296 | 4 451 | 4 422 | 4 724 | 4 707 | 4 408 | 3 778 | 3 656 |

## Lieux et monuments
- Monastère Șatra (Mănăstirea Șatra).